# Tóth Lajos (tornász)
Tóth Lajos (Debrecen, 1914. augusztus 25. – Debrecen, 1984. augusztus 24.) olimpiai bronzérmes magyar tornász, edző.

## Életpályája
1929-től 1952-ig a Debreceni Torna Egylet tornásza volt. 1936 és 1952 között három olimpián vett részt: 1936-ban a hetedik helyezett, 1948-ban a bronzérmes, 1952-ben a hatodik helyezett magyar tornászcsapat tagja volt. 1935-ben a budapesti főiskolai világbajnok magyar csapat tagja volt, egyéni összesítettben második helyezést ért el. 1934 és 1948 között huszonkétszer lett egyéni magyar bajnok. Pályafutása után Hajdú-Bihar megyei Tornaszövetség elnökeként tevékenykedett.